# Canel's-Java
El Canel's-Java (código UCI: CPC) es un equipo ciclista mexicano de categoría Continental desde la temporada 2025, aunque también lo fue entre 2017 y 2021.

## Material ciclista
El equipo utiliza bicicletas Zerouno, componentes Shimano y uniformes Geovanny Apparel.

## Clasificaciones UCI
Las clasificaciones del equipo y de su ciclista más destacado son las siguientes:

### UCI America Tour
| Temporada | Clasificación por equipos | Mejor corredor         | Posición |
| 2017      | 6.º                       | José Alfredo Aguirre   | 11.º     |
| 2018      | 9.º                       | Román Villalobos       | 39.º     |
| 2019      | 5.º                       | Ignacio de Jesús Prado | 18.º     |

## Palmarés
Para años anteriores véase: Palmarés del Canel's-Java.

### Palmarés 2024

#### Circuitos Continentales UCI
| Fechas          | Circuito              | Carreras                            | Ganador          |
| 28 de octubre   | UCI America Tour 2025 | 4.ª etapa de la Vuelta a Guatemala  | Cormac McGeough  |
| 1 de noviembre  | UCI America Tour 2025 | 8.ª etapa de la Vuelta a Guatemala  | Sebastián Brenes |
| 17 de diciembre | UCI America Tour 2025 | 5.ª etapa de la Vuelta a Costa Rica | Cormac McGeough  |

#### Campeonatos nacionales
| Fechas | Carreras | Ganador |

## Plantillas
Para años anteriores, véase Plantillas del Canel's Pro Cycling

### Plantilla 2023
| Integrantes del equipo 2023 | Integrantes del equipo 2023 | Integrantes del equipo 2023                        | Integrantes del equipo 2023 |
| Corredor                    | Fecha de nacimiento         | Equipo previo                                      |                             |
| --------------------------- | --------------------------- | -------------------------------------------------- | --------------------------- |
| Pablo Alarcón               | 15 de mayo de 1988          | PinoRoad (2014)                                    |                             |
| Eduardo Corte               | 24 de noviembre de 1992     |                                                    |                             |
| Cormac McGeough             | 11 de agosto de 1996        | Wildlife Generation Pro Cycling (2022)             |                             |
| Heiner Parra                | 9 de octubre de 1991        | GW Shimano (2019)                                  |                             |
| Ignacio de Jesús Prado      | 21 de septiembre de 1993    | Sindicato de Empleados Públicos de San Juan (2018) |                             |
| Efrén Santos                | 2 de enero de 1992          |                                                    |                             |
|                             |                             |                                                    |                             |
| Fuente: UCI                 |                             |                                                    |                             |